# Доктор Живаго
«Доктор Живаго» — роман російського письменника Бориса Пастернака.
1957 року був опублікований російською мовою в Італії (італійською мовою видання було через рік). 1958 року Пастернак був удостоєний Нобелівської премії з літератури, якої, однак, автор не отримав через важку критику комуністичної влади СРСР. У Радянському Союзі роман був опублікований тільки 1988.
1965 року у США було знято однойменний фільм. 2002-го роман став основою телевізійного фільму з Кірою Найтлі в головній ролі. 2006 року знято першу російську адаптацію — міні-серіал з Олегом Меньшиковим і Чулпан Хаматовою в головних ролях.
За словами канадського шахіста Лоренса Дея, прототипом Доктора Живаго для Пастернака став відомий український і канадський доктор і шахіст Федір Богатирчук.

## Сюжет
Головний герой роману — Юрій Живаго, нащадок багатої родини, що заробила гроші на промислових, торгових і банківських операціях. Читачі пізнають Юрія на перших сторінках твору, як малого хлопчика на похороні його матері.
Шлюб батьків не був щасливим: батько покинув сім'ю ще до смерті матері. Згодом він розтратить сімейний статок і покінчить життя самогубством. Осиротілого Юрія на деякий час прийняв його дядько М. М. Веденяпін, який живе на півдні Росії. Потім численні родичі і друзі відправлять його до Москви, де він як рідний буде прийнятий в сім'ї Олександра і Ганни Громеко. Винятковість Юрія стає очевидною досить рано— ще юнаком він проявляє себе як талановитий поет. Але при цьому вирішує йти по слідах свого прийомного батька Олександра Громека і вступає на медичне відділення університету, де виявляє себе талановитим лікарем. Першою любов'ю, а згодом і дружиною Юрія Живаго стає донька його благодійників — Тоня Громеко.
У Юрія і Тоні було двоє дітей, однак, потім доля розлучила їх назавжди, і свою молодшу дочку, яка народилася після розлучення, доктор ніколи не бачив.
На початку роману перед читачем постійно виникають нові обличчя. Усіх їх зв'яже подальший хід розповіді. Одна з них — Лариса, невільниця старезного адвоката Комаровського, яка всіма силами намагається і не може вирватися з полону його «покровительства». У Лари є друг з дитинства — Павло Антіпов, який згодом стане її чоловіком, і Лара побачить у ньому своє спасіння. Одружившись, вони з Антіповим не можуть знайти свого щастя, Павло кине сім'ю і вирушить на фронт Першої світової війни. Згодом він стане грізним революційним комісаром, змінивши прізвище на Стрельников. Після закінчення громадянської війни він планує возз'єднатися з родиною, однак, цьому бажанню так і не призначено буде збутися.
Юрія Живаго і Лару доля різними шляхами зведе в провінційному Юрятіне-на-Риньве (вигаданому Уральському місті, прообразом якого послужила Перм), де вони марно шукають притулку від руйнівної революції. Юрій і Лариса зустрінуться і полюблять один одного. Але незабаром злидні, голод і репресії розлучать і сім'ю доктора Живаго, і Ларину сім'ю. Більше двох років Живаго буде пропадати в Сибіру, служачи військовим доктором в полоні у червоних партизанів. Тікаючи, він пішки повернеться назад на Урал — у Юрятін, де знову зустрінеться з Ларою. Його дружина Тоня, разом з дітьми та тестем Юрія, перебуваючи в Москві, пише про швидку неминучу еміграцію. У надії перечекати зиму і жахи Юрятінської Реввійськради, Юрій і Лара ховаються в покинутій садибі Варикіно. Незабаром до них приїжджає несподіваний гість — Комаровський, що отримав запрошення очолити Міністерство юстиції Далекосхідної республіки, проголошеної на території Забайкалля та російського Далекого Сходу. Він вмовляє Юрія Андрійовича відпустити Лару і її дочку з ним — на схід, обіцяючи переправити їх потім за кордон. Юрій Андрійович погоджується, розуміючи, що ніколи більше їх не побачить.
Поступово він спивається і починає божеволіти від самотності. Незабаром у Варикіно приходить чоловік Лари — Павло Антіпов (Стрельников). Він розповідає Юрію Андрійовичу про свою участь в революції, про Леніна, про ідеали радянської влади, але, дізнавшись від Юрія Андрійовича, що Лара весь цей час любила і любить його, розуміє, наскільки гірко він помилявся. Стрельников вчинив самогубство пострілом з мисливської рушниці. Після самогубства Стрельникова доктор повертається до Москви в надії боротися за своє подальше життя. Там він зустрічає свою останню жінку — Марину, дочку колишнього (ще при царській Росії) Живагівського двірника Маркелова. У цивільному шлюбі з Мариною у них народжуються дві дівчинки. Юрій поступово опускається, закидає наукову і літературну діяльність і, навіть усвідомлюючи своє падіння, нічого не може з цим вдіяти. Одного разу вранці, по дорозі на роботу, йому стає погано в трамваї, і він помирає від серцевого нападу в центрі Москви. Попрощатися з ним до його гробу приходять зведений брат Євграф і Лара, яка невдовзі після цього пропаде безвісти.
Попереду будуть і Друга світова війна, і Курська дуга, і праля Таня, яка розповідає посивілим друзям з дитинства Юрія Андрійовича — Ніканору Дудорову та Михайлу Гордону, які пережили ГУЛАГ, арешти і репресії кінця 30-х, історію свого життя; виявиться, що це позашлюбна дочка Юрія і Лари, і брат Юрія — генерал-майор Євграф Живаго візьме її під свою опіку. Він же складе зібрання своїх творів Юрія — зошит, який читають Дудоров і Гордон в останній сцені роману. Він завершується 25 віршами Юрія Живаго.

## Історія публікації
- 23 листопада 1957 в Мілані у Джанджакомо Фельтрінеллі, вийшло перше видання «Доктора Живаго» російською мовою.
- У СРСР роман протягом багатьох років розповсюджувався в самвидаві і був опублікований тільки 1988 в журналі «Новий світ» під час Перебудови, коли була оголошена гласність і плюралізм думок.
- ЦРУ сприяло розповсюдженню роману.[3]

## Нобелівська премія
23 вересня 1958 Борисові Пастернаку була присуджена Нобелівська премія з формулюванням «за значні досягнення в сучасній ліричній поезії, а також за продовження традицій великого російського епічного роману».

### Переклади українською
- Борис Пастернак (1961). Гетсиманський сад. (Уривок з роману «Доктор Живаго»). Переклад з російської: Ігор Костецький // Мюнхен: Сучасність. 1961. травень. С.57-58.